# Maurane Marinucci
Maurane Marinucci (Liège, 1993. október 13. –) belga korosztályos női válogatott labdarúgó, jelenleg a Standard Liège védője.

## Pályafutása
Ötévesen fertőzte meg labdarúgás iránti szeretete és a La Préalle Herstal és a JS Molise korosztályos csapataiban fejlesztette tudását. Bár szülei révén tenisz és dzsúdó edzésekre is járt, a foci maradt Maurane kedvelt sportja. 2006-ban figyelt fel rá a Standard Liège, itt egy évet a junior csapatban töltött, majd a klub B csapatához került, ahol 2008–09-ben harmadosztályú bajnoki címet ünnepelhetett társaival.
2011. szeptember 27-én bemutatkozhatott a Bajnokok Ligájában és a Brøndby IF ellen 0–2 arányban elvesztett mérkőzésen 23. percet tölthetett a pályán.
Az A csapatba azonban ritkán sikerült bekerülnie, ezért 2013 júniusában csatlakozott a másodosztályú Sint-Truidense keretéhez, ahol ugyan másodosztályú bajnok lett, de klubja nem vállalta a BeNe League küzdelmeit. Mindössze kéthónapos ott tartózkodás után, augusztusban már az Anderlecht mezét húzhatta magára. Két szezont húzott le a liláknál, majd 2015-ben visszatért a Standardhoz.
Több alkalommal lépett pályára a klub csapatkapitányaként és 3 mérkőzésen 1 találatot jegyzett a 2017–18-as Bajnokok Ligája selejtező körében.

## Sikerei
Belga bajnok (4):
- Standard Liège (4): 2008–09, 2011–12, 2015–16, 2016–17

 Belga másodosztályú bajnok (1):
- Standard Liège B (1): 2012–13

 Belga harmadosztályú bajnok (1):
- Standard Liège B (1): 2008–09

 Belga kupagyőztes (1): 
- Standard Liège (1): 2018